# Johannes Guter
Johannes Guter, nato Jānis Gūters (Riga, 25 aprile 1882 – Greifswald, 18 marzo 1962), è stato un regista e sceneggiatore lettone naturalizzato tedesco.

## Filmografia parziale

### Regista
- Der Eisenbahnmarder (1918)
- Der Teufelswalzer (1918)
- Der Stier von Saldanha (1918)
- Die Frau im Käfig (1919)
- Die Augen im Walde (1919)
- Kameraden (1919)
- Ewiger Strom (1920)
- Die Tophar-Mumie (1920)
- Die Dreizehn aus Stahl (1921)
- Die schwarze Pantherin (1921)
- Zirkus des Lebens (1921)
- Bardame (1922)
- Die Prinzessin Suwarin (1923)
- Der Sprung ins Leben (1924)
- Der Turm des Schweigens (1925)
- Blitzzug der Liebe (1925)
- Die Boxerbraut (1926)
- Il ballerino della casa d'oro (Der Tanzstudent) (1928)
- Die blaue Maus (1928)
- Ihr dunkler Punkt (1929)
- Se un giorno tu vorrai (Wenn du einmal dein Herz verschenkst) (1929)
- Der falsche Ehemann (1931)
- Um eine Nasenlänge (1931)
- Vask, videnskab og velvære (1932)
- Le triangle de feu (1932)
- Fräulein Liselott (1934)
- 12 minuti dopo mezzanotte (Zwölf Minuten nach zwölf) (1939)
- Ein fröhliches Haus (1944)

### Sceneggiatore
- Die Dreizehn aus Stahl (1921)
- Die schwarze Pantherin (1921)
- Bardame (1922)